# Vroege zegge
De vroege zegge (Carex praecox) is een vaste plant, die behoort tot de cypergrassenfamilie (Cyperaceae). De soort staat op de Nederlandse Rode lijst van planten als zeer zeldzaam en sterk afgenomen. De plant heeft 2n = 58 chromosomen.
De plant wordt 10–30 cm hoog en heeft lange wortelstokken. De bladeren zijn 1–2 mm breed en de stijve, niet overhangende stengelbladeren zijn veel korter dan de stengel.
De vroege zegge bloeit in april en mei. De bloeiwijze bestaat uit drie tot zeven aren. Op elke aar zitten zowel mannelijke als vrouwelijke bloemen. Het onderste schutblad is meestal veel korter dan de bloeiwijze. De kafjes zijn roodbruin. De 2–4 mm lange, onduidelijk generfde urntjes hebben smalle vleugelranden en versmallen vrij plotseling in een snavel. Het urntje is een soort schutblaadje dat geheel om de vrucht zit. De vrouwelijke bloem heeft twee stempels.
De vrucht is een lensvormig nootje.

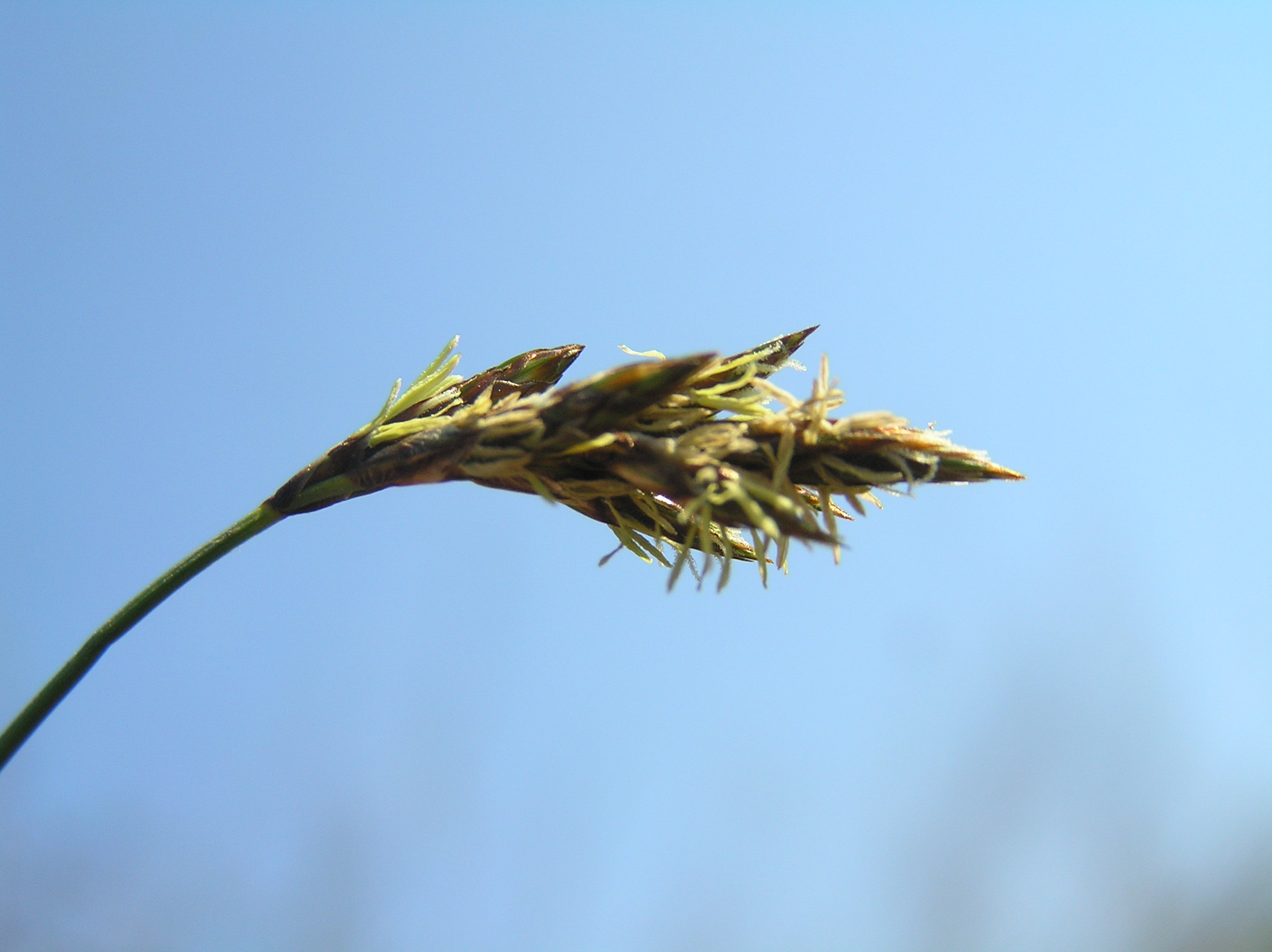
Aar

De plant komt voor tussen het gras op droge, matig voedselrijke, kalkhoudende grond.

## Namen in andere talen
- Duits: Frühe Segge
- Engels: Spring Sedge
- Frans: Laîche précoce